# 尤塔·贝伦特
尤塔·贝伦特（德語：Jutta Behrendt，1960年11月15日—），旧姓汉佩（Hampe），德国女子赛艇运动员。她曾代表东德参加1988年夏季奥林匹克运动会赛艇比赛，获得女子单人双桨金牌。